# Лудањаска (Телеорман)
Лудањаска (рум. Ludăneasca) насеље је у Румунији у округу Телеорман у општини Расмирешти. Oпштина се налази на надморској висини од 85 m.

## Становништво
Према подацима из 2002. године у насељу је живело 203 становника, од којих су сви румунске националности.